# Prix Claire-Virenque
Le prix Claire-Virenque, de la fondation de Larnage, est un ancien prix annuel de littérature, créé en 1961 par l'Académie française, « destiné à un jeune auteur et décerné alternativement à un recueil de poèmes, à un roman ou une biographie d’inspiration chrétienne ou très élevée ».
Claire Azema, épouse Virenque, poétesse et écrivain, est née à L’Isle-Jourdain (Gers) en 1871 et morte à Nice en 1922. Sa fille est Comtesse de Larnage.  
Claire Virenque a créé le prix de littérature spiritualiste en 1909.

## Liste des lauréats
- 1962 : Jean Pourtal de Ladevèze pour La Mesure du temps
- 1963 : André Servin pour l'ensemble de son œuvre
- 1964 : Clément Borgal pour Metteurs en scène
- 1965 : Abel Verdier (1901-1991) pour Les Amours italiennes de Lamartine
- 1966 : Yves Lecomte pour Le Jeu des osselets
- 1967 : Miklós Bátori pour Les Va-nu-pieds de Dieu
- 1968 : Gérard Mourgue pour l'ensemble de son œuvre
- 1969 : Robert Guiette pour Poésie (1922-1967)
- 1970 : Bertrand d'Astorg pour Trois fois sur un rivage
- 1971 : Didier Decoin pour Élisabeth ou Dieu seul le sait
- 1972 : Claude Faraggi pour Le Signe de la bête
- 1973 : Claire Laffay pour L'Oiseau, l'Archange
- 1974 : 
  - Louis Allègre pour Fabrice ou Sites à protéger dans la nature humaine
  - Armand Zahner pour Le Soldat honteux
- 1975 : 
  - Pierre Auradon pour De ce jour à jadis
  - Georges Losfeld pour Métopes
- 1976 : Jérôme Spycket (1928-2008) pour Clara Haskil
- 1977 : Norbert Calmels pour Rencontres avec Jean Guitton
- 1978 : Micheline Dupray pour Herzégovine
- 1979 : 
  - Marie-Rose Duport (1918-1995) pour Sur l'aile du temps
  - Léon-Mary Estèbe pour D'amour et de sang
- 1980 : Paule Laborie pour Les Pas perdus
- 1981 : Serge Bonnet et Bernard Gouley pour Les Ermites
- 1982 : Jean Chélini et Antonin-Marcel Henry (1911-1987) pour La Longue Marche de l’Église
- 1983 : Marguerite Castillon du Perron pour Charles de Foucauld
- 1984 : Marguerite de Vogüé pour La Fontaine du cerf. Histoire de Louis et Louise, marquis et marquise de Vogüé (1868-1958)
- 1985 : R.P. Jean-Marie Bosc pour L’Asie des grandes religions
- 1986 : R.P. Dominique Bertrand pour La Politique de Saint Ignace de Loyola
- 1987 : 
  - R.P. Théodule Rey-Mermet (1910-2002) pour Le Saint du Siècle des Lumières. Alfonso de Liguori 1696-1787
  - Jean Guennou (1915-2002) pour Missions étrangères de Paris
  - Édouard Bonnefous pour Les Réseaux Action de la France combattante